# Laba gâștii
Laba gâștii este un joc de două persoane care folosește o buclă de sfoară cu care se pot forma diverse figuri. Scopul jocului este să se ajungă la figura numită „laba gâștii”.

Laba gâștii – poziția de început